# Catacombe di Priscilla
Le catacombe di Priscilla si trovano lungo la via Salaria, con ingresso di fronte a Villa Ada, a Roma. Il nome deriva probabilmente dal nome della donna che donò il terreno per la realizzazione dell'area sepolcrale, o dalla sua fondatrice. Nel cimitero è conservata un'iscrizione funeraria relativa a una "Priscilla", imparentata con la famiglia senatoria degli Acilii.
Le catacombe vennero scavate nel tufo a partire dal II secolo e fino al V secolo, quando raggiunsero la struttura definitiva,  che si sviluppa complessivamente per 13 chilometri di gallerie sotterranee. Nell'antichità venne soprannominata "La Regina delle catacombe" a causa dei numerosi martiri sepolti.
Nell'indice degli antichi cimiteri cristiani di Roma (Index coemeteriorum) le catacombe sono anche indicate come Cimitero di Priscilla a San Silvestro, dal nome della basilica lì costruita nel IV secolo sul luogo di sepoltura dei martiri Felice e Filippo.

## Descrizione

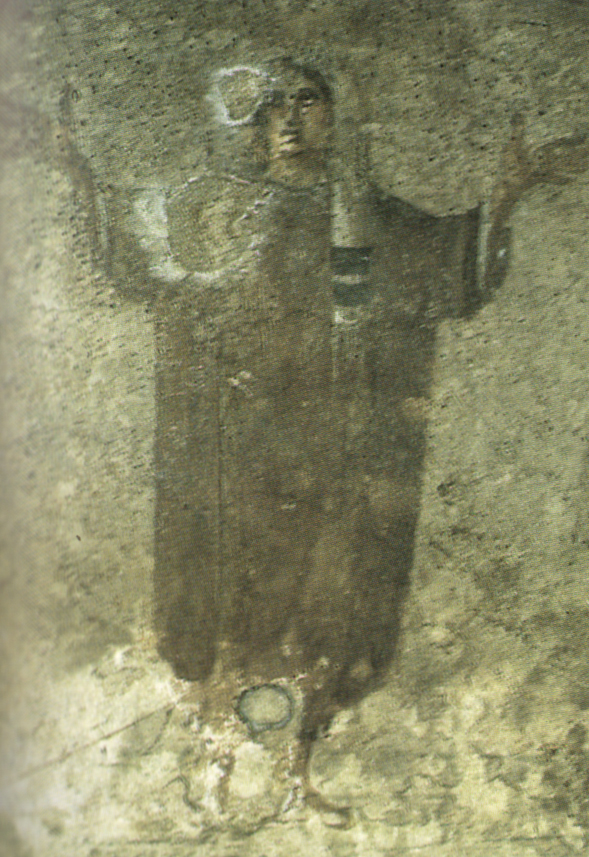
Cubicolo della velata, Donna orante, III secolo.

Durante le persecuzioni del III e del IV secolo le catacombe accolsero le spoglie di numerosi martiri (tra i quali un Papa, Marcellino) e, successivamente, di altri sei papi. Profonde 35 metri e articolate su tre livelli, le catacombe ospitano circa 40.000 sepolture. Abbandonate nel V secolo e successivamente saccheggiate al tempo delle invasioni barbariche, le catacombe sono state quindi a lungo dimenticate e solo negli ultimi secoli riscoperte e valorizzate.
Tra i tantissimi loculi è possibile ricordarne alcuni di particolare interesse.

### Il cubicolo della Velata
Il cubicolo risale al III secolo e prende il nome da un affresco, molto ben conservato, di una lunetta che rappresenta una donna velata in atteggiamento orante, con le braccia volte in alto. La donna, verosimilmente lì sepolta, è quindi raffigurata anche in altri momenti significativi della sua vita: il matrimonio e la nascita di un figlio. Nelle altre volte del locale sono affrescati episodi dell'Antico Testamento (il salvataggio dei tre giovani ebrei dal fuoco, quello di Isacco dal suo sacrificio e quello di Giona dal mostro) a simboleggiare la salvezza grazie alla Redenzione. Al centro del soffitto, un affresco del Buon Pastore che reca un capretto sulle spalle.

### La Cappella Greca
La cappella è un ambiente diviso in due parti da un arco e riccamente decorato con pitture in stile pompeiano risalenti al II secolo, finto marmo e stucchi. Le sue raffigurazioni, spesso ben conservate, rappresentano parecchi episodi dell'Antico e del Nuovo Testamento. Di particolare interesse l'Adorazione dei Magi, la Risurrezione di Lazzaro e la guarigione di un paralitico, che costituiscono alcune delle rappresentazioni più antiche a noi pervenute di questi episodi. Il ciclo di affreschi comprende poi rappresentazioni veterotestamentarie (Daniele fra i leoni, Susanna insidiata dagli anziani, i tre giovani ebrei nella fornace, Mosè che fa scaturire l'acqua dalla roccia) e una raffigurazione di un banchetto eucaristico (Fractio Panis), cui partecipano alcuni uomini e una donna.

### La Madonna

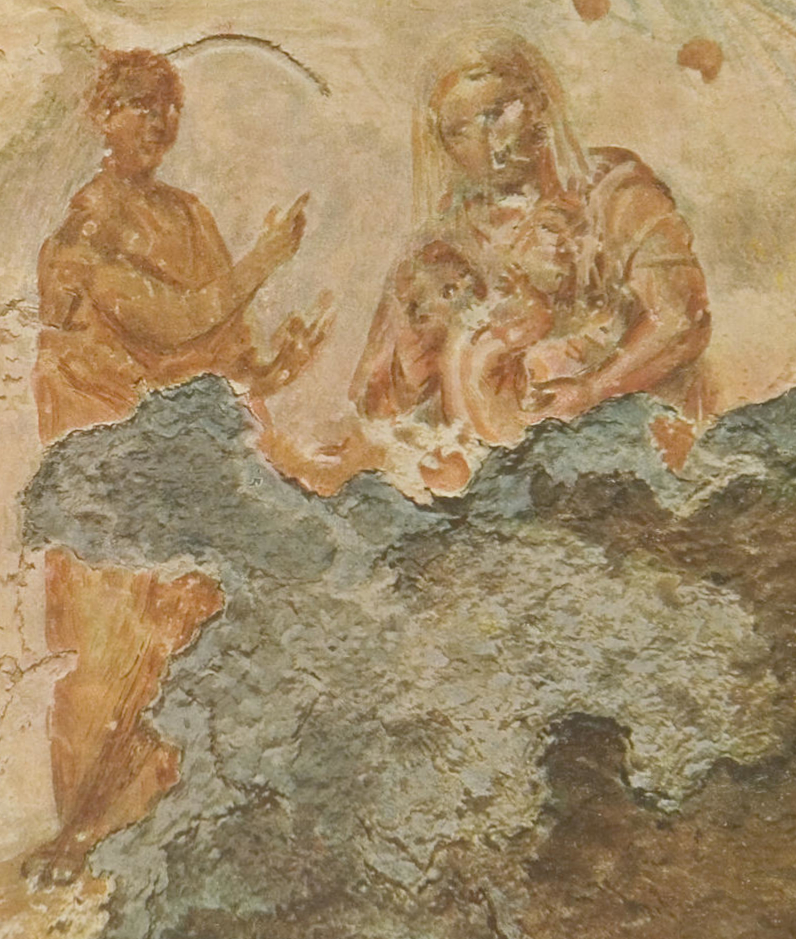
Catacombe di Priscilla, inizio del III secolo. Dipinto raffigurante Maria con il Bambino sulle ginocchia e un profeta accanto.

Sul soffitto di una nicchia che ospitava una tomba venerata, probabilmente di un martire, si è conservato uno stucco con dipinta la Madonna seduta col Bambino sulle ginocchia e accanto a lei un profeta Balaam che addita una stella. Dati stile e localizzazione (nella parte iniziale del cimitero) si attribuisce la datazione del dipinto al III secolo perciò si ritiene che questa pittura sia, dopo l'Adorazione dei Magi nella Cappella greca, la raffigurazione della natività più antica a noi pervenuta.

### Basilica e monastero
Sopra le catacombe papa Silvestro I fece erigere nel IV secolo una basilica che, con il progressivo abbandono delle aree urbane fuori le mura, cadde progressivamente in rovina e venne quindi dimenticata. I suoi resti vennero ritrovati nel 1890 e nel 1906 sulle strutture murarie antiche si procedette a elevare pareti e a costruire un soffitto a protezione del sito, realizzando quindi una nuova basilica modellata sulla precedente.
Dentro Villa Ada si trova la basilica fatta erigere da papa S. Silvestro in corrispondenza della tomba di Felice e Filippo. Nell'ambiente adiacente alla basilica è stato allestito un Museo che raccoglie centinaia di frammenti di sarcofagi rinvenuti nel corso degli scavi nell'area della catacomba.
L'attuale ingresso delle Catacombe è presso la Casa delle Catacombe di Priscilla, realizzato nel 1929 e sede delle Suore Benedettine di Priscilla, che curano il sito.

## Pontefici sepolti nelle Catacombe
Le Catacombe di Priscilla ospitano le spoglie di 7 papi:
- San Marcellino
- San Marcello I
- San Silvestro I
- Liberio
- San Siricio
- San Celestino I
- Vigilio.